# Modraszek alkon
Modraszek alkon (Phengaris alcon, syn. Maculinea alcon) – myrmekofilny gatunek motyla z rodziny modraszkowatych (Lycaenidae). Nieodróżnialny morfologicznie i genetycznie od modraszka Rebela, który przez niektórych autorów traktowany jest jako jego forma ekologiczna. Larwy początkowo żerują na kwiatostanach goryczki wąskolistnej, potem kontynuują swój rozwój w gniazdach niektórych gatunków mrówek z rodzaju Myrmica. W Polsce gatunek ten objęty jest częściową ochroną gatunkową, a dawniej podlegał ochronie ścisłej.

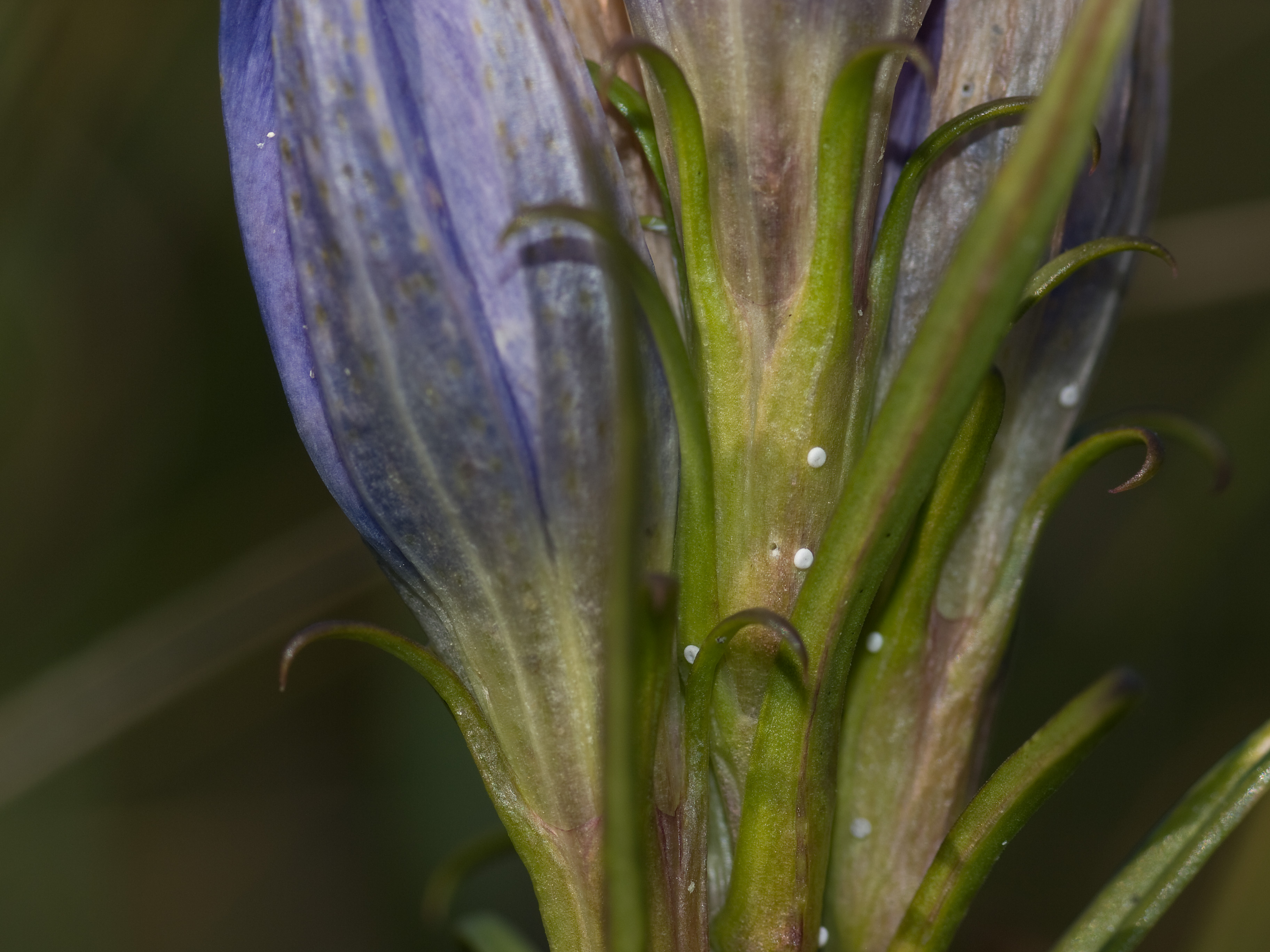
Jaja modraszka alkona na kwiatostanie goryczki wąskolistnej